# Loup City
Loup City és una població dels Estats Units a l'estat de Nebraska. Segons el cens del 2000 tenia 996 habitants.

## Demografia
Segons el cens del 2000, Loup City tenia 996 habitants, 472 habitatges, i 267 famílies. La densitat de població era de 442 habitants per km².
Dels 472 habitatges en un 23,1% hi vivien nens de menys de 18 anys, en un 46,8% hi vivien parelles casades, en un 7,4% dones solteres, i en un 43,4% no eren unitats familiars. En el 41,7% dels habitatges hi vivien persones soles el 26,7% de les quals corresponia a persones de 65 anys o més que vivien soles. El nombre mitjà de persones vivint en cada habitatge era de 2,11 i el nombre mitjà de persones que vivien en cada família era de 2,88.
Per edats la població es repartia de la següent manera: un 24,9% tenia menys de 18 anys, un 4,2% entre 18 i 24, un 22,6% entre 25 i 44, un 20,4% de 45 a 60 i un 27,9% 65 anys o més.
L'edat mediana era de 44 anys. Per cada 100 dones de 18 o més anys hi havia 81,1 homes.
La renda mediana per habitatge era de 22.829 $ i la renda mediana per família de 32.396 $. Els homes tenien una renda mediana de 26.830 $ mentre que les dones 17.083 $. La renda per capita de la població era de 13.325 $. Aproximadament el 9,7% de les famílies i el 18,7% de la població estaven per davall del llindar de pobresa.

## Poblacions més properes
El següent diagrama mostra les poblacions més properes.